# Vallonia perspectiva
Vallonia perspectiva är en snäckart som beskrevs av Sterki 1893. Vallonia perspectiva ingår i släktet Vallonia och familjen grässnäckor. Inga underarter finns listade i Catalogue of Life.